# آلخیمیا د آلفارا
آلخیمیا د آلفارا (به اسپانیایی: Algímia d'Alfara) یک شهرستان در اسپانیا است که در Camp de Morvedre واقع شده‌است.

## خصوصیات
آلخیمیا د آلفارا ۱۴٫۴۰ کیلومترمربع مساحت و ۱٬۰۷۸ نفر جمعیت دارد و ۱۸۳ متر بالاتر از سطح دریا واقع شده‌است.